# Averij

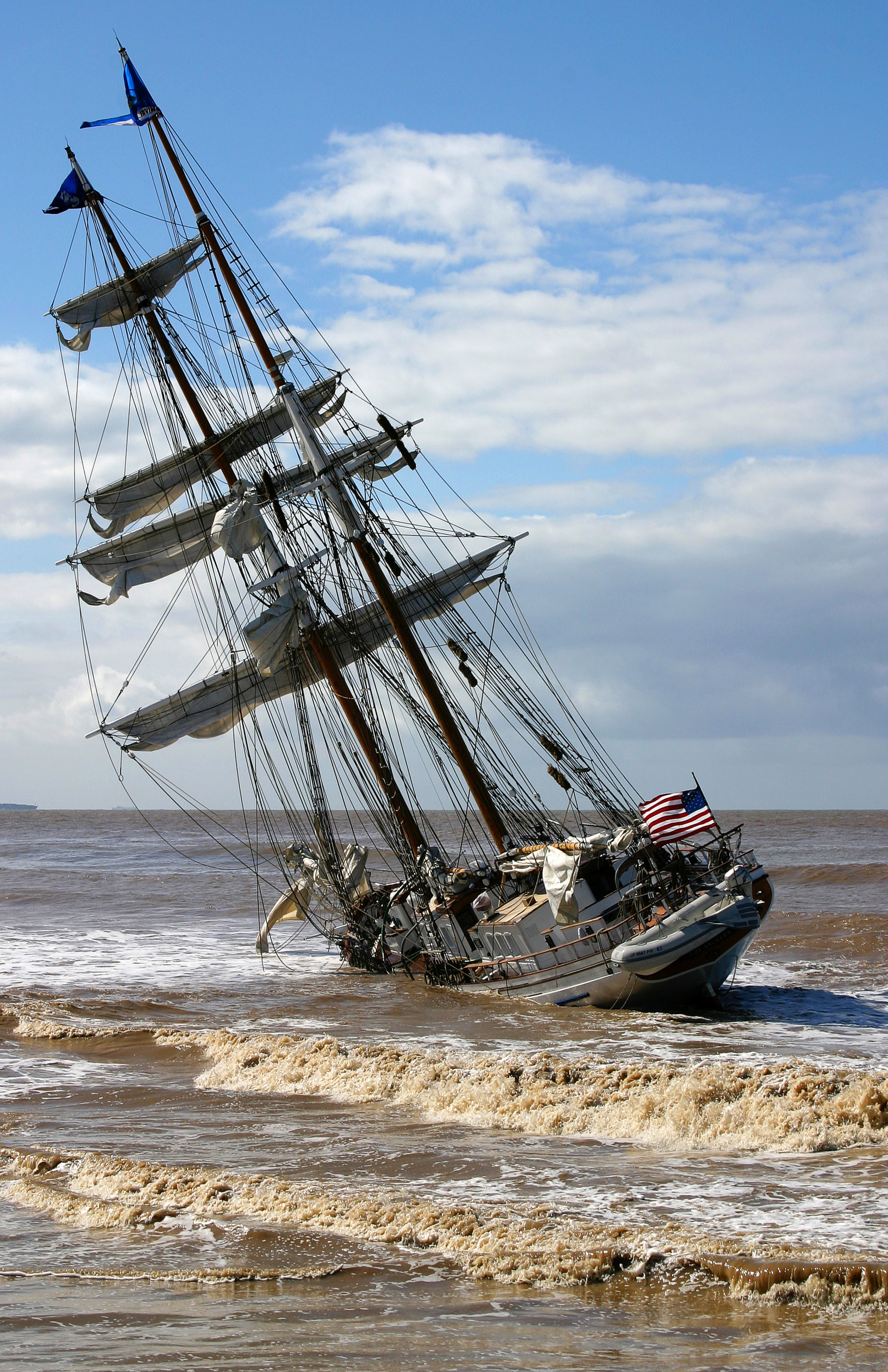
Averij: Irving Johnston 2005

Averij (ook wel: avarij of haverij) is ernstige schade aan een schip of scheepslading. Meestal spreekt men pas van averij als het schip slecht bestuurbaar is geworden.
Een schip kan averij oplopen door een zware storm of door een aanvaring.  Deze averijen kunnen oplopen tot een deuk of scheur in de romp, of zelfs stukken scheepsopbouw wegvagen. Op zee worden de bemanningen bij zware averij en slagzij van het zeeschip gerepatrieerd. Het schip zelf wordt dan, indien mogelijk, weggesleept naar de dichtstbijzijnde haven.
In de haven mag het schip na een averij de haven niet verlaten. De zeevaartinspectie komt aan boord en onderzoekt de schade en de staat van het schip. Meestal wordt het schip naar een scheepswerf gestuurd. Deze zeevaartinspectie bestaat uit oud-kapiteins van de grote vaart (ofwel lange omvaart in het Vlaams).
Een schip dat averij oploopt in de sluizen krijgt een averijverslag overhandigd, die de kapitein of schipper naar keuze kan ondertekenen. De keuze is dat hij de aangebrachte schade aan de sluis erkent, of onder voorbehoud ondertekent, hoewel hij averij heeft aan zijn eigen schip. Meestal is dat een deuk en verfschade, terwijl aan de sluis of havenkaai meestal beton- en gordingschade wordt vastgesteld.
Een schip dat slagzij maakt en in de sluis komt, wordt doorvermeld aan de zeevaartinspectie. Deze laat het schip onderzoeken of er geen averij is opgelopen onderweg naar de sluis vanaf zijn laadplaats. Het kan ook zijn dat de lading is verschoven door slechte stouwing en stutten van de lading.
Indien de vaarnormen en veiligheid van schip en bemanning niet voldoen volgens de zeevaartinspectie, dan moet het schip terug naar zijn laadplaats voor een herstouwing van de lading, of als het erger is, naar de scheepswerf. Deze normen gelden eveneens voor aankomende schepen. Deze lading kan ook verschoven zijn geweest, door een zware storm op zee, onderweg naar de havens.

## Averij-grosse
Men maakt onderscheid tussen averij-grosse en averij-particulier. Averij-grosse is de gemeenschappelijke schade in het belang van schip en lading. Men spreekt van averij-grosse als schade aan het schip of de lading ontstaat door een handeling die in een noodsituatie tot doel heeft om het schip, de opvarenden en (de rest van) de lading te redden. Bijvoorbeeld het kappen van de masten (van een zeilschip), of het overboord zetten van de deklading. De schade die hierdoor ontstaat, wordt pro rato omgeslagen over de eigenaren van het schip en van de lading. Averij-grosse is in Nederland geregeld in artikel 8:610 e.v. BW.
Averij-grosse is dus een specifieke situatie die aan een aantal voorwaarden moet voldoen. Alle andere schade is averij-particulier.